# Marcos Martins
Marcos Martins, (Mandaguari, 7 de maio de 1946 – 25 de maio de 2025), foi um político brasileiro, filiado ao PT.
Em 2010, foi eleito deputado estadual para a 17ª legislatura (2011-2015).

## Morte
Martins morreu no dia 25 de maio de 2025, aos 79 anos.